# Sznur (miara)
Sznur – historyczna miara długości i powierzchni używana w Europie Środkowej.
Staropolski sznur mierniczy jako miara długości liczył 44,665 m, a w latach 1819–1849, jako część systemu miar nowopolskich używanych na terenie Królestwa Kongresowego, 43,2 m.
Jako miara powierzchni sznur staropolski wynosił 1992,9 m2 (1/3 morgi), a sznur nowopolski 1866,24 m2.